# North East (Maryland)
North East é uma cidade  localizada no estado americano de Maryland, no Condado de Cecil.

## Demografia
Segundo o censo americano de 2000, a sua população era de 2733 habitantes.
Em 2006, foi estimada uma população de 2846, um aumento de 113 (4.1%).

## Geografia
De acordo com o United States Census Bureau tem uma área de
4,2 km², dos quais 4,1 km² cobertos por terra e 0,1 km² cobertos por água. North East localiza-se a aproximadamente 25 m acima do nível do mar.

## Localidades na vizinhança
O diagrama seguinte representa as localidades num raio de 16 km ao redor de North East.